# ATP Praga 1992
L'ATP Praga 1992 è stato un torneo di tennis giocato sulla terra rossa. È stata la 6ª edizione dell'ATP Praga che fa parte della categoria World Series nell'ambito dell'ATP Tour 1992. Si è giocato a Praga in Repubblica Ceca dal 10 al 16 agosto 1992.

## Campioni

### Singolare
Karel Nováček ha battuto in finale  Franco Davín con il punteggio di 6–1, 6–1

### Doppio
Karel Nováček /  Branislav Stankovič hanno battuto in finale  Jonas Björkman /  Jon Ireland con il punteggio di 7–5, 6–1